# 毛堇菜
毛堇菜（学名：Viola hirta）为堇菜科堇菜属的植物。分布于欧洲、俄罗斯以及中国大陆的新疆等地，生长于海拔1,400米至2,000米的地区，常生于林缘、草地和灌丛中。